# 帕克查拉胡山
9°16′33″S 77°25′57″W / 9.27583°S 77.43250°W

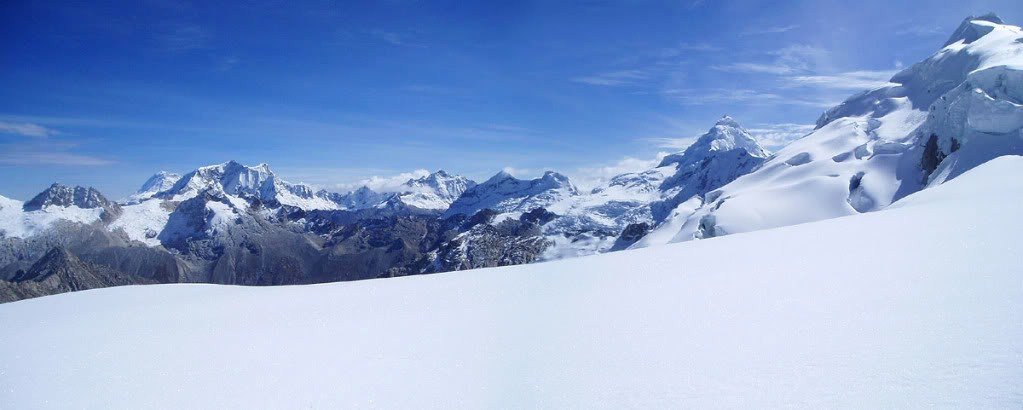

帕克查拉胡山（西班牙語：Paccharaju），是秘魯的山峰，位於該國北部安卡什大區，由阿松森省和卡爾瓦斯省負責管轄，屬於布蘭卡山脈的一部分，海拔高度5,749米。